# OrCAD
OrCAD è un software per l'electronic design automation (EDA) sviluppato in origine dalla OrCAD Systems Corporation. Il software quindi viene utilizzato da ingegneri e tecnici per redigere schemi elettrici, eseguire simulazioni di segnale e eseguire circuiti stampati. OrCAD venne acquisita dalla Cadence Design Systems nel 1999 e integrato in Cadence Allegro dal 2005. Il nome OrCAD deriva da Oregon + CAD.

## Storia
Venne fondata nel 1985 da John Durbetaki, Ken e Keith Seymour la "OrCAD Systems Corporation" di Hillsboro (Oregon). Nel 1984 Durbetaki iniziò a sviluppare software per il sistema IBM PC. Durbetaki, che lavorava in Intel Corp. dopo cinque anni in azienda decise di lasciare e fondare una propria società assieme a Keith e Ken Seymour. Durbetaki sviluppò inizialmente SDT (Schematic Design Tools) per DOS, nel 1985.
Nel 1986, OrCAD assunse Peter LoCascio per le vendite e Ken Seymour lasciò l'azienda. Dopo SDT venne la volta di un digital simulator, VST (Verification and Simulation Tools) e printed circuit board (PCB) layout.
Nel tempo OrCAD si spostò sulla piattaforma Windows e iniziò a sviluppare software per field-programmable gate array (FPGA), complex programmable logic device (CPLD). Nel 1991, il fondatore Durbetaki, lasciò l'azienda.
Nel giugno 1995 OrCAD acquisisice Massteck Ltd., una piccola azienda che produceva software per il layout di PCB, e anche Intelligent Systems Japan, KK, distributore OrCAD in Giappone. Nel 1996, OrCAD fece una offerta pubblica.
Nel 1997-98, OrCAD e MicroSim Corporation si fusero. MicroSim sviluppò il designing printed circuit board systems PSpice.
Nel 1999 OrCAD venne acquisita dalla rivale Cadence Design Systems.

## Prodotti
OrCAD è una suite per il design e l'analisi di PCB che include un editor per schemi elettrici, un simulatore analogico/misto (PSpice) e un PCB board layout (PCB Designer Professional).

### OrCAD Capture
OrCAD Capture è uno schematic capture e permette la realizzazione dello schema elettrico.
Capture può interagire con ogni database di Microsoft ODBC. Dati in MRP, ERP, o PDM system possono essere accessibili in ogni fase del processo decisionale.

### OrCAD EE PSpice
OrCAD EE PSpice è un simulatore circuitale SPICE. PSpice è l'acronimo di Personal Simulation Program with Integrated Circuit Emphasis.
OrCAD EE simula circuiti definiti con OrCAD Capture, e può essere integrato con MATLAB/Simulink, con Simulink to PSpice Interface (SLPS). OrCAD Capture e PSpice Designer consentono una simulazione completa.
PSpice è la versione commerciale di SPICE di MicroSim, commercializzata nel 1984.
OrCAD PSpice Designer è disponibile in PSpice Designer e PSpice Designer Plus.
OrCAD PSpice Simulink - PSpice Integration(SLPS) sono disponibili.
OrCAD EE è una variante migliorata di PSpice simulator.

### OrCAD PCB Designer
OrCAD PCB Designer è l'applicazione per il design di circuiti stampati.